# Cristhian Britos
Cristhian Britos Rodríguez (Montevideo, 7 settembre 1990) è un calciatore uruguaiano, centrocampista del Deportiva Minera.

## Carriera
Ha giocato nella massima serie uruguaiana e nella seconda divisione argentina.